# 掌政镇
掌政镇，是中华人民共和国宁夏回族自治区銀川市兴庆区下辖的一个乡镇级行政单位。

## 行政区划
掌政镇下辖以下地区：
掌政村、春林村、洼路村、五渡桥村、镇河村、孔雀村、永南村、碱富桥村、强家庙村、永固村、杨家寨村、茂盛村和横城村。